# Функция концентрации
Функция концентрации (англ. concentration function) в теории вероятностей — одна из характеристик случайной величины. Функции концентрации используются в ряде задач теории вероятностей, в частности, при исследовании свойств свёрток распределений и предельных свойств сумм независимых случайных величин.

## Определение
Пусть дана случайная величина {\displaystyle \xi } с функцией распределения {\displaystyle F}. Функцией концентрации величины {\displaystyle \xi } называется функция {\displaystyle Q_{F}}, заданная на неотрицательной полуоси следующим образом:
{\displaystyle Q_{F}(x)=\sup _{t\in R}(F(t+x+0)-F(t))}.

## Свойства
1. {\displaystyle Q_{F}(x)\geqslant 0};
2. {\displaystyle Q_{F}(x)+Q_{F}(y)\leqslant Q_{F}(x+y)};
3. {\displaystyle Q_{F}(x)} является монотонно неубывающей непрерывной справа функцией;
4. {\displaystyle \lim _{x\to \infty }Q_{F}(x)=1}.